# 馬爾特比 (加利福尼亞州)
馬爾特比（英語：Maltby）是位於美國加利福尼亞州康特拉科斯塔縣的一個非建制地區。該地的面積和人口皆未知。

## 地理
馬爾特比的座標為38°00′54″N 122°04′13″W / 38.01500°N 122.07028°W，而該地的平均海拔高度為5米（即16英尺）。